# 大河店镇
大河店镇，是中华人民共和国甘肃省陇南市徽县下辖的一个乡镇级行政单位。
2016年，甘肃省民政厅批复同意撤销大河店乡，设立大河店镇。

## 行政区划
大河店镇下辖以下地区：
三泉村、青泥村、文池村、火石村、老庄村、上山村、下山村、硬湾村、大河村、王河村、小河村、柳树村、大地坝村、余家沟村、腰庄村、小地坝村和白崖村。